# أوليفيو غيرمان
أوليفيو غيرمان (1930 - 2020)، هو عالم فيزيائي وسياسي وأستاذ جامعي ودبلوماسي روماني. شغل منصب رئيس مجلس الشيوخ الروماني من أكتوبر 1992 إلى 22 نوفمبر 1996، وسفير رومانيا لدى فرنسا من 4 سبتمبر 2001 إلى 4 يونيو 2004.
توفي يوم 11 أغسطس 2020.